# Donald visite le Grand Canyon
Pour plus de détails, voir Fiche technique et Distribution.
Donald visite le Grand Canyon (Grand Canyonscope) est un dessin animé de la série des Donald produit par Walt Disney pour Buena Vista Distribution Company et RKO Radio Pictures sorti le 23 décembre 1954.

## Synopsis
Un ranger est en train d'expliquer ce qu'est le Grand Canyon à un groupe de touriste, parmi lesquels Donald, qui bien entendu provoque des désastres partout où il passe...

## Fiche technique
- Titre original : Grand Canyonscope
- Titre français : Donald visite le Grand Canyon
- Série : Donald Duck
- Réalisateur : Charles A. Nichols
- Scénario : Milt Schaffer et Nick George
- Animateur : John Sibley et Julius Svendsen
- Layout : Lance Nolley
- Background : Eyvind Earle
- Effets visuels : Dan McManus
- Musique: Oliver Wallace
- Voix : Clarence Nash (Donald) et Bill Thompson (la voix du ranger)
- Producteur : Walt Disney
- Société de production : Walt Disney Productions
- Distributeur : Buena Vista Distribution Company et RKO Radio Pictures
- Date de sortie : 23 décembre 1954[1]
- Format d'image : couleur (Technicolor)
- Son : Mono (RCA Photophone)
- Durée : 6 min
- Langue : (en)
- Pays :  États-Unis

## Voix françaises
Ce cartoon était exploité dans Mickey, Donald, Pluto et Dingo en vacances en 1974, mais laissé en VO et doublé en 1990.
- Sylvain Caruso : Donald Duck
- Philippe Dumat : le ranger

## Titre en différentes langues
D'après IMDb :
- Suède : Kalle Anka i Grand Canyon